# La Villa des mystères (roman, Andahazi)
Pour les articles homonymes, voir Villa des mystères.
Ne doit pas être confondu avec Villa des mystères, le roman de David Hewson
La Villa des mystères (titre original : Las piadosas) est un roman court du genre fantastique, écrit par l'écrivain argentin Federico Andahazi, publiée pour la première fois en 1998.
Le récit a été publié en France en 2000 par les éditions Métailié, avec une traduction de Claude Bleton puis réédité en 2004 par les éditions Gallimard dans la collection Folio SF (no 161).
Il évoque un épisode réel de la vie de Lord Byron, de Mary Shelley et de John William Polidori, mais en donne une interprétation relevant du genre fantastique.

## Résumé
Un cercle d'écrivains se réunit en juin 1816 près de Genève, dans une villa située au bord du Lac Léman. Parmi les invités se trouvent notamment Mary Shelley et son époux, ainsi que Lord Byron et son jeune secrétaire âgé de 21 ans, John William Polidori.
Le lendemain de leur arrivée, John Polidori reçoit une étrange lettre, par laquelle le rédacteur, Annette Legrand, lui explique sa vie terrible : née un siècle auparavant, elle ne peut vivre qu'en se nourrissant du sperme des hommes, et sa vie est étroitement liée à celle de ses deux sœurs, qui l'aident à recueillir auprès d'hommes plus ou moins consentants ce précieux fluide.
Elle lui propose un étrange marché : s'il lui remet son liquide séminal plusieurs jours d'affilée, elle lui fera un cadeau merveilleux, à savoir le manuscrit d'une nouvelle qu'il pourra publier sous son propre nom.
Polidori, après réflexion, accepte le marché et se soumet à la proposition d'Annette Legrand. Comme prévu, celle-ci lui offre un manuscrit. Une fois qu'il l'a lu, Polidori est subjugué : c'est exactement l'histoire et le style qu'il a toujours rêvé d'avoir !
Il demande à Annette Legrand de continuer pendant plusieurs semaines ou plusieurs mois l'étrange contrat, mais la créature refuse : il y a tant d'hommes sur Terre ! Polidori découvre le repaire d'Annette Legrand et met au jour des courriers d'écrivains célèbres qui ont passé le même contrat avec la femme. Il y a notamment des courriers de son maître, Lord Byron ! Polidori découvre aussi un courrier de Mary Shelley, qui par la suite fera publier son ouvrage culte, Frankenstein ou le Prométhée moderne... Pour sa part, Polidori fera publier la nouvelle Le Vampire, qui sera attribuée à son maître et rival Lord Byron...